# Зун-Оронгой
Зун-Оронгой (рос. Зун-Оронгой) — улус Іволгинського району, Бурятії Росії. Входить до складу Сільського поселення Оронгойське.
Населення — 79 осіб (2015 рік).